# Cluentia (Gattin des Aulus Aurius Melinus)
Cluentia war eine dem italischen Geschlecht der Cluentier entstammende, im 1. Jahrhundert v. Chr. lebende Adlige.
Cluentia war eine Tochter des Aulus Cluentius Habitus, eines angesehenen Mannes aus Larinum in Samnium, und dessen Gattin Sassia. Beim Tod ihres Vaters 88 v. Chr. war Cluentia schon erwachsen und vermählte sich bald darauf mit ihrem Verwandten Aulus Aurius Melinus. Nach zweijähriger Ehe schied sie sich aber von ihrem Gatten, weil ihre eigene Mutter Sassia sich in ihn verliebte und ihn heiraten wollte.